# Hymenophyllum pyramidatum
Hymenophyllum pyramidatum är en hinnbräkenväxtart som beskrevs av Nicaise Augustin Desvaux. Hymenophyllum pyramidatum ingår i släktet Hymenophyllum och familjen Hymenophyllaceae. Inga underarter finns listade.